# Konstantin Yuryevich Khabensky
Konstantin Yuryevich Khabensky (tiếng Nga: Константин Юрьевич Хабенский, sinh ngày 11 tháng 1 năm 1972 tại Leningrad) là một diễn viên người Nga, hoạt động trong lĩnh vực sân khấu và điện ảnh.

## Tiểu sử và sự nghiệp

### Phim đã tham gia
- Đô đốc Hải quân (2008)... Aleksandr Kolchak
- Madagascar 2 (2008)... Alex (lồng tiếng)
- Truy sát (2008)... The Exterminator
- Số phận trớ trêu. Phần tiếp theo (2008)... Kostya Lukashin
- Tuần ngày (2006)... Anton Gorodetsky
- Bednye Rodstvenniki (2006)... Edik
- Nghị viên (2005)... Green
- Tuần đêm (2004)... Anton Gorodetsky